# Garabonciás (mitológia)
A garabonciás (régi magyar: garabantzás deák), bűbájos, ördöngös mesterséghez értő varázsló, vihartámasztó ember, leggyakrabban diák a magyar népi vallásban. A középkori népi keresztény hiedelmek és a pogányság szinkretizmusából ötvöződött mitikus alak. Gyakran szegényes vagy kifejezetten rongyos öltözetű vándorként vagy vándordiákként ábrázolt személy; hosszú fekete köpennyel és leggyakrabban bűvös könyvvel, varázskönyvvel.
Több szomszédos nép, illetve magyarországi nemzetiség (szláv, német és román) hiedelemvilágában is szerepel a garabonciás diákhoz hasonló alak néhol hasonló (szerbhorvát: garabancijaš dijak), másoknál eltérő neveken (román: solomonar).
A régibb elem egy germán Odin-Wotannal rokon vonásokat mutató vihardémon (Wilder Jäger), a magyar hiedelemvilágban a táltos.
A kapcsolódó hiedelmek szövevényes kölcsönhatásainak jelei figyelhetők meg. Kialakulásában nyilván közrejátszott a diákokhoz, vándordiákokhoz (goliárd, vagana, fahrender Scholast) kapcsolódó népi tapasztalatok, műveltségük (latin nyelv -> deák nyelv, „deákul”), tudásuk, ártalmatlan fortélyaik, csínytevéseik megfigyelése, megtapasztalása és a legendaképzés logikája szerint ezek természetfelettivé nagyítása, ördögivé torzítása. Illetve hasonló régebbi, mitikus személyek, például a táltosok tulajdonságainak, történeteinek egybeolvasztása, ami a magyar garabonciás alakját egyedivé teszi. (Foggal születés, állatalakban viaskodás, fő tápláléka a tej, ...)
Távolabbi párhuzam a középkori Dél-francia, Észak-olasz, Dél-német területeken tevékenykedő időjárással zsaroló szemfényvesztő csalók, tempestarius vagy tempestatum doctorok híre, emléke.
A varázskönyv motívum alapja – tekintettel a könyvek akkori igen magas árára – inkább a vándordiákok által közkedvelt emlékkönyv lehet, amibe útjuk, tanulmányaik során külföldi professzorok, hírességek, diáktársak, rokonok, barátok írtak méltatásokat, útravaló bölcsességeket, kedvenc idézeteket néha színes képekkel, vízfestményekkel díszítve azokat.

## Neve

### Névváltozatai
A garabonciás szó alakváltozatai: garaboncás, garboncsás, görböncses, barboncás, gabroncás, gorgoncás, verboncás, tókás diák stb.

### A név eredete
A garabonciás szó már 1519 óta ismert. Eredetét Szarvas Gábor tisztázta. Megfejtése szerint a tőnek tekinthető garabonca („varázslat”) a régi olasz gramanzia („bűbájosság”) szóból ered, amely a negromanzia rövidült alakja és a latin necromantia, illetve görög νεκρομαντια („jóslás halottidézés révén”) szóra vezetendő vissza, vagyis tulajdonképen „halottidéző”, „szellemidéző”, a holtak lelkeinek segítségével bűbájoskodó varázsló. Csak a népi etimológiai félreértés folytán lett belőle a „Schwarzkünstler”, illetve a szláv „fekete iskola diákja”.
Megjegyzendő, hogy mindez csupán a szó eredetére vonatkozik, de a garabonciásoknak tulajdonított praktikák között nem szerepel halottidézés vagy jóslás.
Továbbá hogy a legutóbbi időkben néha tévesen a garabonciás diákot a vándordiák szinonimájaként használják, nyilván azt feltételezve, hogy a garabonciás jelentése vándor lenne.

## Praktikáik és egyéb motívumok
- Varázslóiskola. Az is megkülönbözteti a táltostól, hogy a garabonciás a tudományát iskolában tanulta. A varázslóiskola motívum az erdélyi román és szász folklórban jóval színesebb, kidolgozottabb (lásd: Scholomance).
- Bűvös könyvéből előhívott, elővarázsolt tárgyak, lények (például a sárkánya). Más változatok szerint a könyvből olvasás hatására, de víz alól, tóból jön elő.
- Gyakran illetéktelen személy olvas bele a varázskönyvébe, amiből különféle bonyodalmak származnak. Például levitáció, hirtelen távoli helyre kerülés vagy veszélyes állat előkerülése a könyvből.
- Sárkányon, óriáskígyón lovaglás.
- Nyírfa vessző segítségével irányítja az időjárást, a szeleket. A nyírfa érdekes módon a magyar hiedelemvilágban egyébként  általában bajelhárító.[9]
- Vihar, jégverés támasztása bosszúból, ha nem, vagy csak szűkösen kimért ellátást (leggyakoribb változat szerint tejet) kap vendéglátójától. Ilyenkor az elővarázsolt sárkányra pattan és annak hátán repül el a falu felett. A sárkány farka kelti a hatalmas szélvihart, veri le a háztetőt, aminek következtében a zsugori gazdát éri a legnagyobb kár. Más változat szerint a gazdánál a tej vérré válik, esetleg béka terem benne.
- Amelyik faluban harangoznak, annak határát nem tudja jégveréssel elpusztítani.[10]
- Viaskodás egymással állat, például bika alakban. Ennek következtében is leggyakrabban vihar, jégeső támad.
- A táltosokra emlékeztet az a motívum is, amely szerint varázslatára vándorbotja a Holdig nő. Azon mászik fel a felhők közé.

## Egyéb

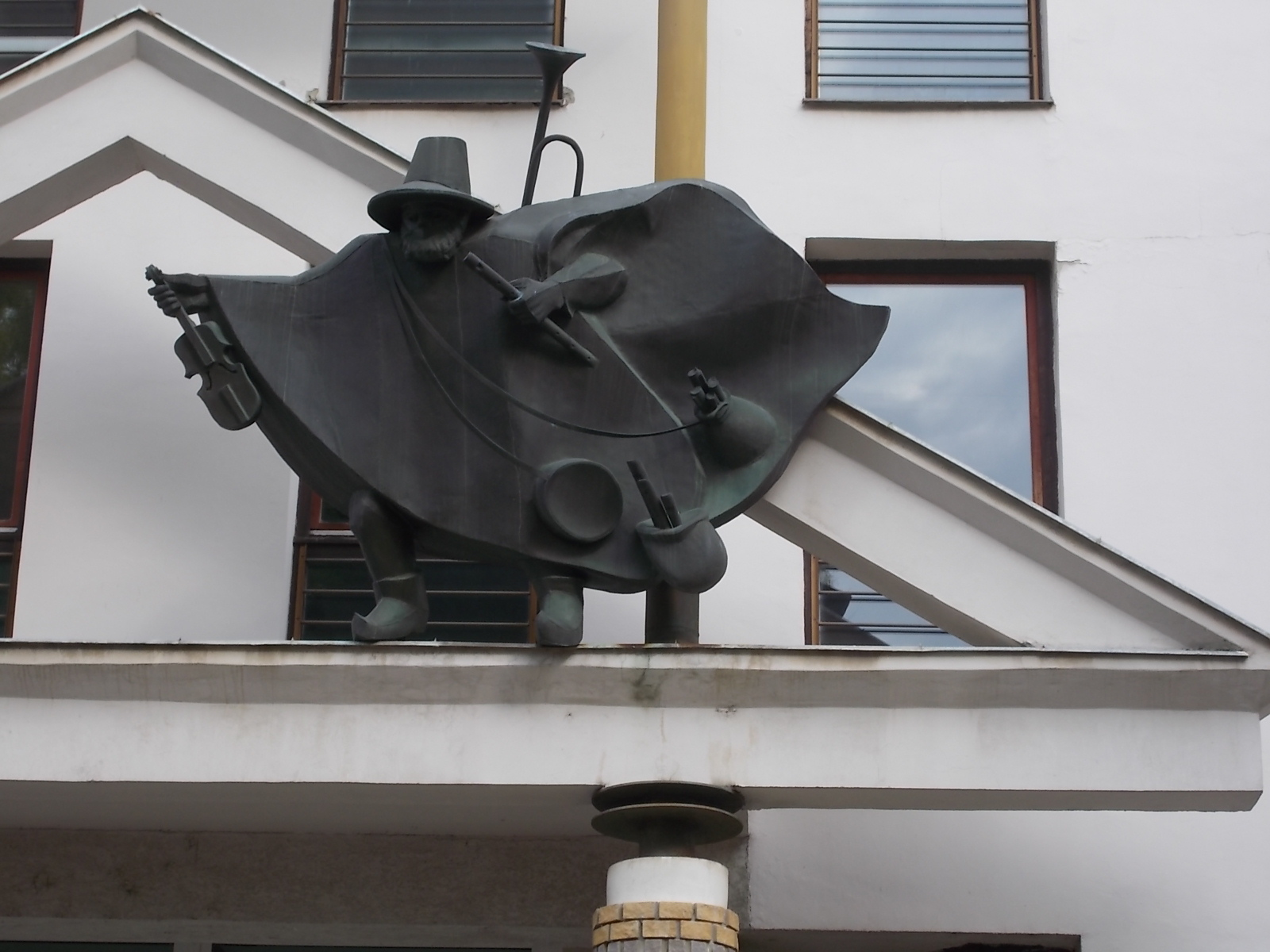
Orr Lajos: Garabonciás (1992)

A garabonciás mint néprajzi és történelmi vonatkozású szó régóta kedvelt név a különféle intézmények, szállodák, éttermek, termékek, együttesek neveként, és gyakori tárgya művészeti alkotásoknak is. 
- Feledi Margit: Garabonciás diák, "Élet" Irodalmi és Nyomda  Részvénytársaság, 1928
- Lehár Ferenc: Garabonciás, 1943, (Innocent-Vincze Ernő)
- Majtényi Mihály: Garabonciás. Vidám regény; Testvériség-Egység, Újvidék, 1952
- Gáll István: Garabonciás diák, Elbeszélő költemények és verses mesék; Dunántúl, Pécs, 1954
- Szilágyi Domokos: Garabonciás, Ifjúsági, Bukarest, 1967, 46 oldal
- Garabonciás Táncegyüttes
- Haranghy Jenő: Garabonciás diák, art deco életkép, akvarell papíron, 1900-1949
- Eduard Uszpenszkij: Garanciális garabonciások - szatírikus mese, fordította: Feleki Ingrid, Móra Ferenc Ifjúsági Könyvkiadó-Kárpáti Könyvkiadó, Budapest-Uzsgorod, 1976, 91 oldal, ISBN 963-11-0712-4
- Végh György: Mostoha éveim ; A garabonciás diák ; Eszter  (önéletrajzi regény-trilógia, Budapest, 1981) (MEK)
- Váradi István: Garabonciások húsz éve, Garabonciás Alapítvány, Budapest, 2010, 112 oldal
  - Garabonciás Együttes, a ferencvárosi táncegyüttesről
- Toót-Holló Tamás Garabonciás Könyve regénytrilógiája:
  - Üsse kő (2012)
  - Három a kő (2013)
  - Gördül a kő (2014)

valamint
- Üsse kő – Jelenések hét rendbéli úton (2012),

és
- Garabonciások könyve és szerelme (2015), tanulmánykötet, Napkút Kiadó, ISBN 9789632634722

- Sarány István: Garabonciások - CD-vel, Kriterion Könyvkiadó, Kolozsvár, 2018, 306 oldal, ISBN 978-973-26-1207-1
  - A temesvári Garabonciás együttesről.
- Galambos Tamás: A garabonciás In: Garabonciások - Antológia a XII. Lidércfény pályázatra készült novellákból, Lidércfény online kulturális magazin, Szentes, 2022, 268 oldal, ISBN 9786150154084; 186 oldal, ISBN 9786150154077 Online